# Âu Cơ
Au Co (Âu Cơ) era una hada inmortal en la mitología vietnamita, que se casó con un dragón, sus cientos niños conocidos colectivamente como Bach Viet, los antepasados de los Vietnamita. Au Co se honra a menudo como la madre de civilización Vietnamita.

## Leyenda
El Au Co era una diosa hada joven, hermosa que vivió arriba en las montañas. Ella siempre viajaba para curar a los que sufrían, porque ella era experta en medicina y tenía un corazón comprensivo.
Así, un día, sucedió que ella se asustó al ver un monstruo, y para escapar ella se transformó para volar lejos. En ese momento Lac Long Quan, un rey dragón del mar, al verla en el peligro, agarró una piedra y mató al monstruo.
Cuando Au Co se detuvo para ver quién la ayudó, volvió a su forma de una hada y se enamoró inmediatamente de Lac Long Quan.
Así fue cómo se enamoraron y, posteriormente, de ella surgiría una bolsa del huevos de la que salieron 100 niños. Sin embargo, a pesar del amor que se tenían Au Co y Lac Long Quan, ella deseaba estar de nuevo en las montañas y él anhelaba el mar. Por este motivo se separarían, cada uno tomando 50 niños. Au Co estableció en Vietnam porque esta tierra le sorprendió, y en este lugar crio a los 50 líderes jóvenes, inteligentes, fuertes, posteriormente conocidos como Hung Kings.

## Importancia de Au Co
Esta historia legendaria es muy importante para mucha gente vietnamita por muchas razones. Algunos interpretan la historia para evocar una unidad nacional fuerte y una tolerancia cultural. Otras mujeres e historiadores interpretan la historia para indicar que existieron sociedades matriarcales y que fueron iguales a las sociedades patriarcales. Las mujeres vietnamitas la ven como heroína y como símbolo para luchar para su nación y sus derechos. 